# The Lives and Times of Jerry Cornelius
The Lives and Times of Jerry Cornelius este o colecție de povestiri științifico-fantastice din 1976 de Michael Moorcock. Este parte a seriei Jerry Cornelius.

## Cuprins

### Ediția Allison & Busby, 1976
- "The Peking Junction"
- "The Delhi Division"
- "The Tank Trapeze"
- "The Nature of the Catastrophe"
- "The Swastika Set-Up"
- "The Sunset Perspective"
- "Sea Wolves"
- "Voortrekker"
- "Dead Singers"
- "The Longford Cup"
- "The Entropy Circuit"

### Ediția Four Walls Eight Windows, 2003
- Introduction
- "The Peking Junction"
- "The Delhi Division"
- "The Tank Trapeze"
- "The Swastika Set-Up"
- "The Sunset Perspective"
- "Sea Wolves"
- "Voortrekker"
- "The Spencer Inheritance"
- "The Camus Connection"
- "Cheering for the Rockets"
- "Firing the Cathedral"

Povestirile "The Peking Junction", "The Delhi Division",  "The Tank Trapeze" au apărut în colecția în limba română Dimensiuni primejdioase din 1993.